# Robert Caldwell

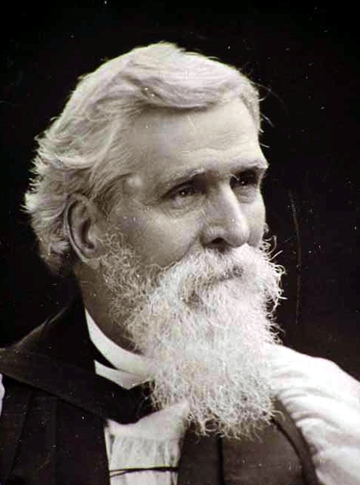
Robert Caldwell

Bischof Robert Caldwell (* 7. Mai 1814; † 28. August 1891) war ein schottischer anglikanischer Missionar und Sprachwissenschaftler. Er ist ein wesentlicher Mitbegründer der wissenschaftlichen Untersuchung der dravidischen Sprachen. Er wurde in der Zeitung The Hindu als „pionierhafter Held der Unterdrückten“ und als „Avant-Garde-Sozialreformer“ beschrieben. Die Regierung von Tamil Nadu ließ ihm zu Ehren ein Denkmal errichten. 1968 wurde auf dem Madras Marina in Chennai eine Statue  Caldwells errichtet.
Ebenso diente Caldwell als Motiv für indische Briefmarken.

## Leben
Caldwell wurde 1814 als Sohn einer presbyterianischen schottischen Familie geboren. Er schloss sein Studium an der Universität Glasgow ab und wurde als kongregationalistischer Geistlicher ordiniert. Seine Begeisterung für Sprachen brachte ihn im Jahre 1838 nach Madras. Dort sollte er unter der Schirmherrschaft der London Missionary Society wirken. Dort lernte er unter anderem die indische Sprache Tamil kennen.
Caldwell erkannte, dass Sprachgewandtheit nötig ist, um als Missionar erfolgreicher arbeiten zu können. Aus diesem Grund begann er eine systematische Untersuchung der einheimischen Sprache.
Da er aus persönlicher Überzeugung den ärmsten und am meisten isolierten Gemeinschaften zugeneigt war, wechselte er zur anglikanischen Society for the Propagation of the Gospel. Diese sandte ihn nach Tirunelveli. Dort verblieb er bis 1877. In diesem Jahr empfing er seine Weihe zum anglikanischen Bischof.
Sein persönlicher Wunsch, in Indien zu sterben, erfüllte sich 1891.

## Dravidische Sprachen

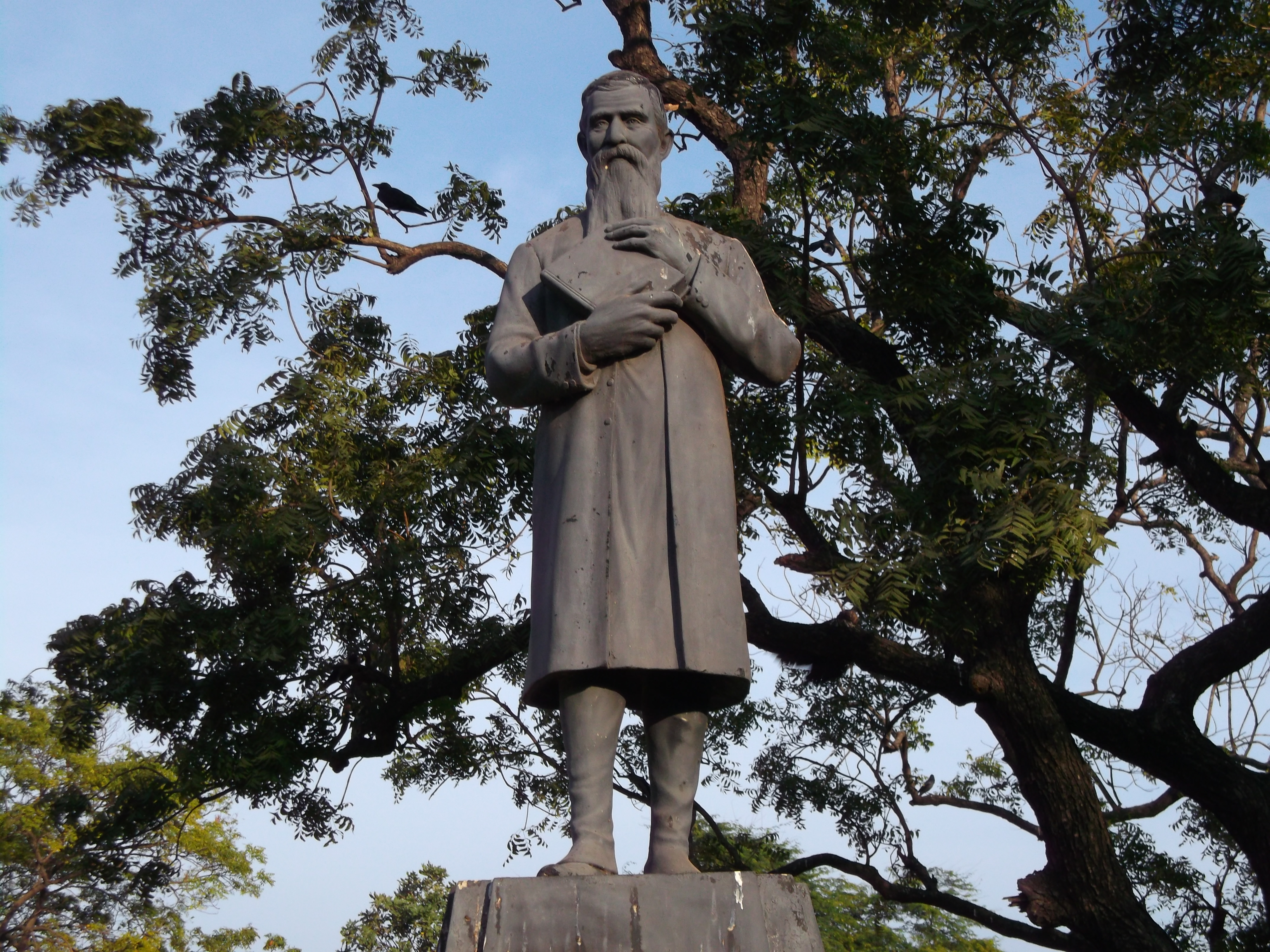
Statue von Caldwell am Marina Beach in Chennai.

Caldwell kam zur Überzeugung, dass die Sprache Tamil älter als gedacht und im Kern unabhängig von Sanskrit war. Dies wurde als verbindendes Merkmal der verschiedenen zugehörigen Völker interpretiert. In seinen Untersuchungen entdeckte er so die Sprachfamilie der dravidischen Sprachen bzw. die südindische Sprachfamilie.
Caldwell schrieb daraufhin 1856 sein Werk Comparative Grammar (dt.: Vergleichende Grammatik), welches ein Jahr später nochmals überarbeitet worden ist. Dieses Buch wurde als bahnbrechendes Werk für indische und westliche Schüler angesehen.

## Lebenswerk
Sein Wirken hatte unvorhergesehene Folgen. So trug sein Lebenswerk dazu bei, den niedrigeren Kasten eine sprachliche und kulturelle Identität zu geben. Tausende wurden christianisiert und bekamen Zugang zu Bildung. Seine Ansichten trugen auch zur Non-Brahmin-Bewegung (Selbstachtungsbewegung) bei.
Heute wird die durch Caldwell angestoßene Bewegung als Tamil Renaissance bezeichnet.

## Schriften (Auswahl)
- A Comparative Grammar of the Dravidian or South Indian Family of Languages. Harrison: London, 1856.